# Umlaufverfahren
Vom Umlaufverfahren (oder schriftlichen Beschlussverfahren, schriftlichen Verfahren) spricht man, wenn Beschlüsse ohne Zusammenkunft eines Kollegialorgans durch Gegenzeichnung der Mitglieder auf schriftlichem Wege gefasst werden. 

## Allgemeines
Diese Abstimmungsform bietet sich vor allem dann an, wenn kein Diskussionsbedarf vorhanden, aber ein formaler Beschluss notwendig ist. So können dringende Angelegenheiten geregelt werden, ohne dass ein Treffen der Mitglieder eines Gremiums im Rahmen einer Abstimmung nötig ist. Auch bei starker Arbeitsbelastung und der Notwendigkeit keinen Aufschub duldender Entscheidungen ist ein Umlaufverfahren zu rechtfertigen. Michael Anderheiden definierte die Umlaufverfahren als Verfahren, „bei denen ein Beschluss unter Abwesenheit durch Umlauf eines entscheidungsreifen Antrags bei Einhaltung formaler Bedingungen zustande kommt“.
Das Umlaufverfahren ist in verschiedenen Rechtsgebieten vorgesehen.

## Politik
Die sogenannte silence procedure (französisch procédure d’approbation tacite, lateinisch qui tacet consentit) ist eine Art des formalen Umganges mit Texten zumeist in der internationalen Politik. Dabei wird zunächst ein Entwurf des Zieldokumentes unter den Adressaten verteilt. Diese haben dann die Gelegenheit, Änderungen oder Ergänzungen einzubringen. Ist dies nicht der Fall (kein „break of silence“), bevor die jeweilige Frist abläuft, wird der Text so behandelt, als ob alle Teilnehmer zugestimmt hätten. In der Regel wird dieses Verfahren als letzter Schritt in der Erstellung verwendet. Das heißt, die wesentlichen Voraussetzungen und Vorstellungen sind bereits diskutiert worden. Daher ist „breaking the silence“ auch eher als Ausnahme, denn als Regel zu betrachten.

## Verfassungsrecht
Beispielsweise sieht die Geschäftsordnung der Bundesregierung vor:
Ist die mündliche Beratung einer Angelegenheit nicht erforderlich, so soll der Staatssekretär des Bundeskanzleramtes die Zustimmung der Mitglieder der Bundesregierung auf schriftlichem Wege einholen (Umlaufsache). (§ 20 Absatz 2 der Geschäftsordnung der Bundesregierung)

## Wohnungseigentumsrecht
Im Wohnungseigentumsrecht werden Abstimmungen im Regelfall in der Wohnungseigentümerversammlung vorgenommen. Es ist gesetzlich jedoch auch ein schriftliches Umlaufverfahren nach § 23 Abs. 3 WEG möglich, wonach stets Allstimmigkeit erforderlich ist. Das Umlaufverfahren ist eine Sonderform der Allstimmigkeit. Das Erfordernis der Allstimmigkeit eines Umlaufbeschlusses bezieht sich lediglich auf die Form des Zustandekommens dieses Beschlusses, nicht jedoch auf die mit ihm geregelte Angelegenheit.

## Einschränkungen
Oft ist vorgesehen, dass eine Umlaufsache die Zustimmung aller Mitglieder braucht. Bei Widerspruch eines Mitgliedes wird mündlich verhandelt. Teilweise wird das Umlaufverfahren auch über E-Mail, Mailinglisten oder Internet-Foren abgewickelt.
Zu beachten ist auch, dass teilweise rechtliche Einschränkungen für die Zulässigkeit von Umlaufverfahren bestehen, so z. B. im Arbeitsrecht für Betriebsräte und Personalvertretungen, etwa für den Personalrat in Bayern begrenzt auf „einfache Angelegenheiten“ und nur im „schriftlichen Umlaufverfahren“ nach Art. 37 Abs. 3 BayPVG, wenn kein Mitglied des Personalrats diesem Verfahren widerspricht; fernmündliche Umlaufverfahren sind hingegen nach der Rechtsprechung stets unzulässig. In Rheinland-Pfalz ist das „schriftliche Verfahren“ bei Stufenvertretungen des Personalrats nur in Mitbestimmungsangelegenheiten zugelassen, wenn im Einzelfall mehr als zwei Drittel der Mitglieder mit einer Abstimmung im schriftlichen Verfahren einverstanden sind nach § 55 Abs. 4 LPersVG RLP. Im Saarland ist das „schriftliche Verfahren“ bei Stufenvertretungen des Personalrats nur zulässig, wenn kein Mitglied einer Abstimmung im schriftlichen Verfahren widerspricht nach § 53 Abs. 2 SPersVG.
Beschlüsse des Betriebsrats im Umlaufverfahren sind hingegen mangels Rechtsgrundlage generell unzulässig.